# معركة علم حلفا
معركة علم حلفا هي معركة من معارك الحرب العالمية الثانية وقعت جنوب قرية العلمين في مصر بين الجيش الثامن البريطاني وبين قوات المحور في الفترة 31 أغسطس إلى 7 سبتمبر 1942، وانتهت بانتصار الجيش الثامن.

## الخلفية التاريخية
- بعد أن فشل القائد الألماني إرفين رومل في إلحاق الهزيمة بالقوات البريطانية في معركة العلمين الأولى في يوليو عام 1942 كان عليه أن يعد العدة لمحاولة هزيمتهم مرة أخرى، وكان عليه أن ينتظر حتى تكون قواته مستعدة تماماً لشن الهجوم.
- لكن رومل كان يتوقع أن البريطانيين يزيدون من قوتهم، وقد قدّر أنه يحتاج الحلفاء إلى شهرين أو ثلاثة بعد سقوط طبرق في 21 يونيو 1942 حتى يكملوا شحن الإمدادات اللازمة لقهر قوات المحور، وعندها تكون مهمة المحور أصعب بكثير، ولذلك كان من الضروري مهاجمة البريطانيين قبل منتصف سبتمبر.
- في أوائل أغسطس كان رئيس الوزراء البريطاني ونستون تشرشل قد عزل القائد البريطاني كلود أوكنلك من قيادة الجيش الثامن وقوات الشرق الأوسط، وأحل محله هارولد ألكسندر في قيادة قوات الشرق الأوسط وبرنارد مونتغمري في قيادة الجيش الثامن.
- يتفق رأي الجانب البريطاني في أن فرصة نجاح هجوم رومل تتضاءل كلما تأخر هذا الهجوم، حيث قال هارولد ألكسندر لمونتغمري قبل المعركة:«فإذا ما أسرع [رومل] في هجومه فنحن في خطر..أما إذا تباطأ أسبوعين فسيلقى حتفه...».
- كانت قوات المحور تعاني من مشاكل الإمدادات، حيث يبتعد أقرب ميناء، وهو ميناء طبرق، أكثر من 590 كم عن الجبهة، وكانت المشكلة أن ميناء طبرق ذو طاقة استيعابية صغيرة، ولذلك كان كثيراً ما كان التفريغ يتم في ميناء بنغازي التي تبعد أكثر من 1050 كم عن الجبهة، ناهيك عن أن قوافل السفن الإيطالية التي تحمل إمدادات المحور كانت تتعرض للغارات من جزيرة مالطة.
- على العكس من ذلك بالنسبة للحلفاء كان ميناء الإسكندرية يبعد حوالي 110 كم عن الجبهة، وكان ميناء السويس يبعد حوالي 345 كم. ولذلك لم تكن للحلفاء مشاكل تذكر في نقل إمداداتهم سوى في المدة الزمنية حيث يتم نقل جزء كبير منها عبر رأس الرجاء الصالح.
- إزاء هذه المعطيات التقى رومل مع أوغو كافاليرو رئيس القيادة العليا الإيطالية، وألبرت كسلرنغ قائد القوات الألمانية في جبهة البحر المتوسط في 27 أغسطس حيث قال رومل أن المعركة تعتمد على الإيصال السريع للوقود، وقد ضمن كافاليرو وكسلرنغ إيصال 6000 طن من الوقود، حتى أن كافاليرو قال لرومل:«يمكن أن تبدأ المعركة الآن...الوقود هو أصلاً في الطريق».

## خطط الجانبين
- كان خطة رومل تقضي بالقيام بهجوم تضليلي في الشمال على يد الفيلقين العاشر والحادي والعشرين الإيطاليين، في حين يكون الهجوم الرئيسي هو حركة التفافية في الجنوب بواسطة الفيلق الأفريقي الألماني والفيلق العشرين الإيطالي، ثم الاتجاه شمالاً نحو علم حلفا ثم الاتجاه إلى الإسكندرية (وهي خطة مشابهة لتلك التي استخدمت في معركة عين الغزالة).
- في المقابل كان لدى مونتغمري وهيئة أركانه فكرة عن خطة رومل حيث أنهم قاموا بتسريب خريطة زائفة إلى رومل حول المواقع البريطانية. أما رومل فقد اكتشف بعد أيام من الهجوم أن القيادة البريطانية كانت تعلم بقراره للهجوم قبل وقوعه بواسطة ضابط إيطالي كبير، وقد عرف رومل ذلك من بعض الأسرى البريطانيين.

## سير المعركة

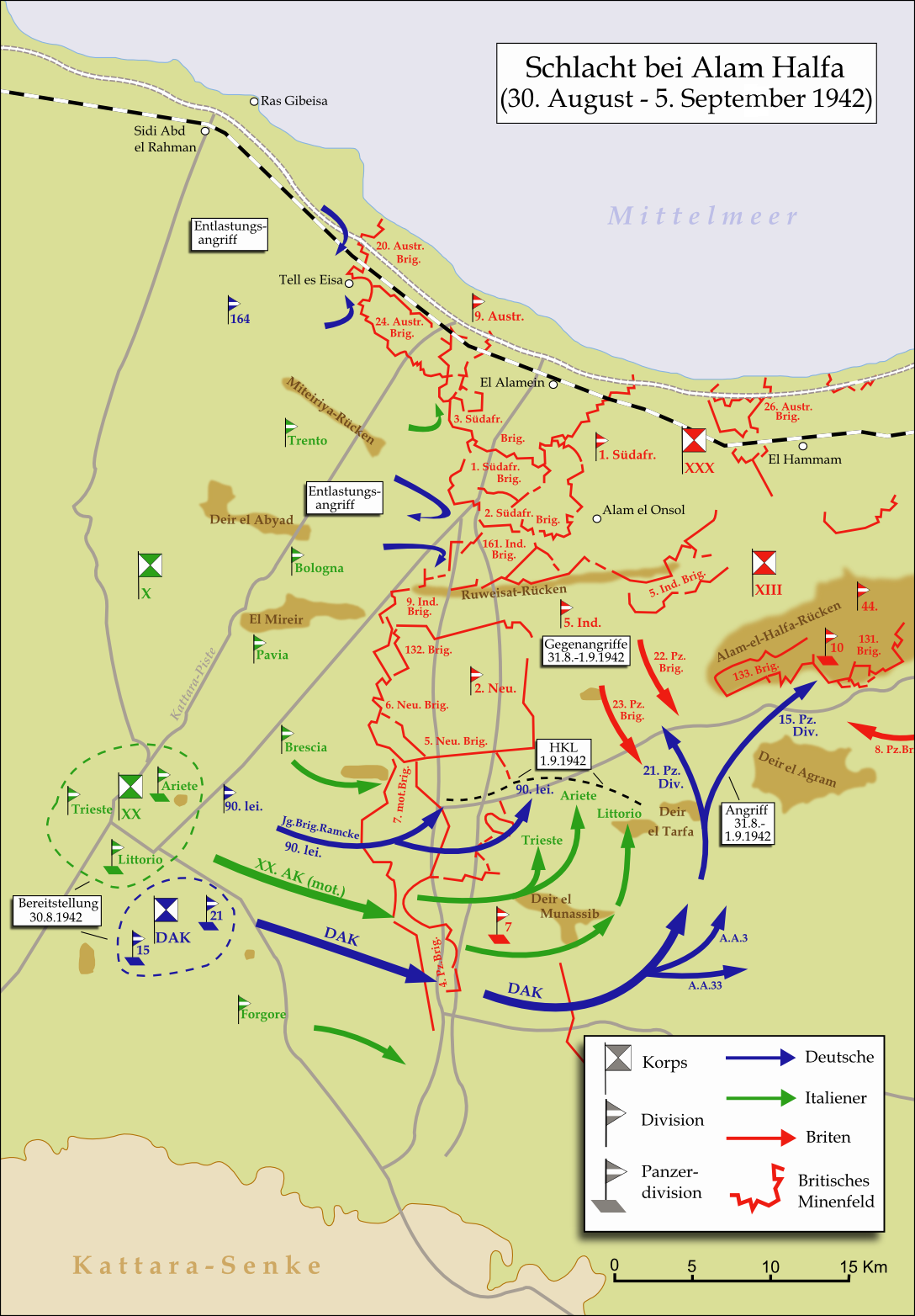
الحركة قوات المحور الالتفافية في الجنوب

- في الساعة الثانية من فجر يوم 31 أغسطس بدأت قوات المحور الهجوم والوصول إلى أول حقل ألغام بريطاني. ثم توقف الهجوم بعد ساعات لنقص الوقود، ناهيك عن كثافة حقول الألغام، وقد علم رومل بنبأ مقتل فون بسمارك von Bismarck قائد إحدى الفرق، وبنبأ إصابة والتر نهرنغ Nehring قائد الفيلق الأفريقي. ثم تم استئناف الهجوم في الساعة الواحدة بعد الظهر بعد إعادة التزود بالوقود.
- في 1 سبتمبر تحبط قوات رومل محاولة اللواء البريطاني الثامن للاتصال باللواء البريطاني الثاني والعشرين، ومع ذلك يضطر رومل لإيقاف الهجوم ثانية بسبب كثافة حقول الألغام، وبسب نقص الوقود.
- في 2 سبتمبر قوات رومل تنسحب من خط الطاقة - باب القطارة بسبب مشكلة الوقود والتفوق الجوي.
- يومي 3 و4 سبتمبر يحقق النيوزيلنديون أهدافهم رغم مقاومة قوات المحور الشديدة.
- يستمر القتال حتى اليومين التاليين ويتوقف القتال صباح يوم 7 سبتمبر.

## أسباب الهزيمة
يعلل رومل في مذكراته أسباب إخفاق الهجوم الذي قامت به قوات المحور إلى السباب التالية:
1. المواقع البريطانية الجنوبية مواقع قوية عكس تقارير فرق الاستطلاع لدى رومل.
2. السيطرة الجوية للقوات البريطانية.
3. لم يصل الوقود الذي كان أساسياً لنجاح الخطة حيث غرقت بعض السفن التي وعد ها كافاليرو، كما لم يتمكن كسلرنغ من الإيفاء بوعده بإرسال 500 طن يومياً إلى الجبهة (يقول القائد الألماني ويستفال أن كسلرنغ أرسل هذه الكمية فعلاً إلاّ أنها استهلكت في الطريق).

## ما بعد المعركة
- كان فشل رومل في إلحاق الهزيمة بالبريطانيين كبيراً لدرجة أنه خسر زمام المبادرة لصالحهم، ولم يكن في يديه سوى انتظار الهجوم البريطاني التالي، وهو الذي عُرف لاحقاً باسم معركة العلمين الثانية.
- في 23 سبتمبر غادر رومل أفريقيا إلى ألمانيا لتلقي العلاج لمعاناته من عدة مشاكل صحية، تاركاً ورائه فون شتومه von Stumme قائداً لقوات المحور. ولم يعد رومل إلى الجبهة إلاّ بعد بدء معركة العلمين الثانية.